# قیراق‌لی، خاچماز
قیراق‌لی (به لاتین: Qıraqlı) یک منطقه مسکونی در جمهوری آذربایجان است که در شهرستان خاچماز واقع شده است.